# Manurhin (wapenfabrikant)

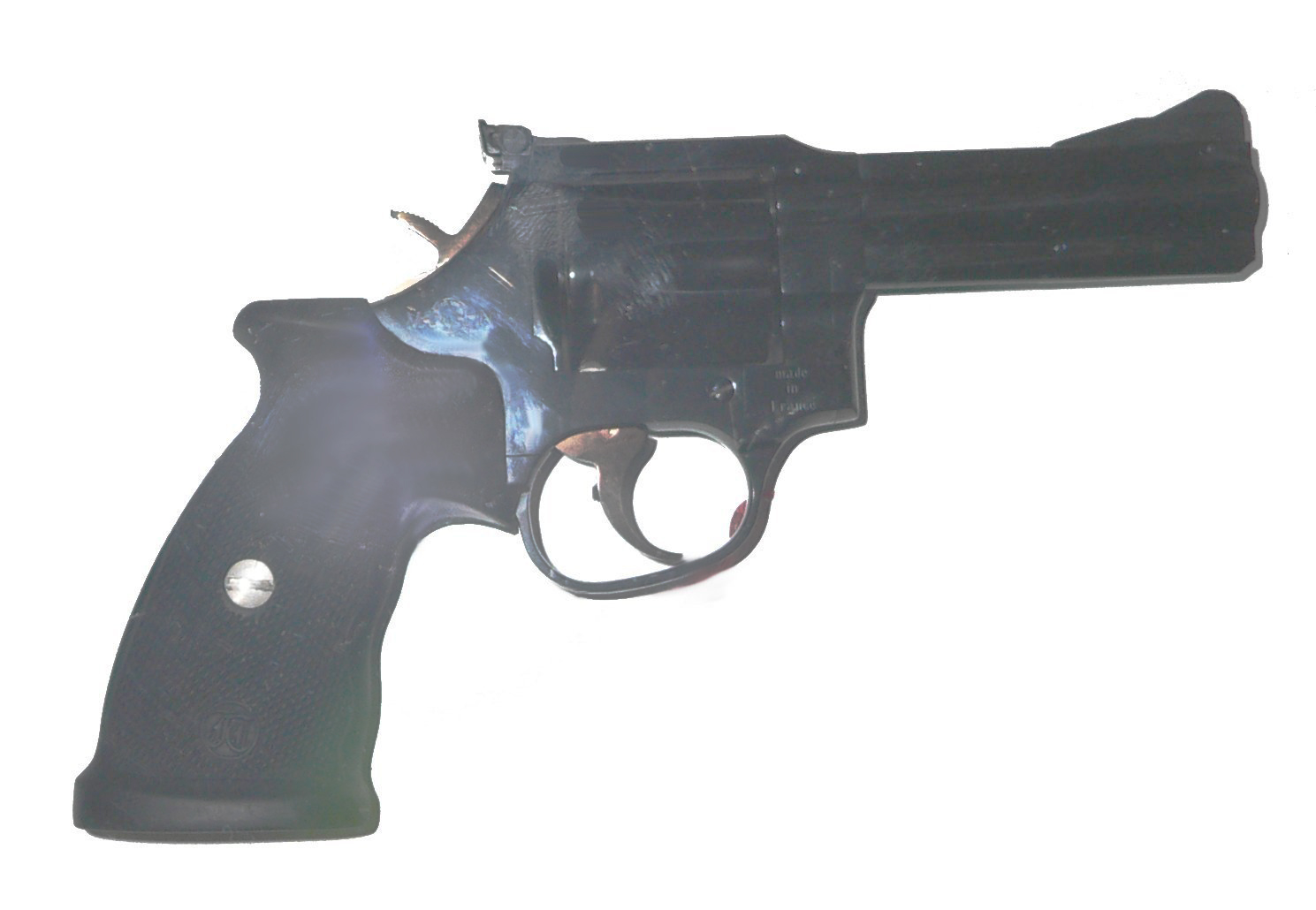
Manurhin MR 73

Manurhin, een afkorting van Manufacture de Machines du Haut-Rhin, is een Franse munitie- en vuurwapenfabrikant opgericht in 1919 als machinefabrikant en gevestigd in Mulhouse.
Een van hun bekendste modellen is de MR 73, een revolver die sedert 1973 gebruikt wordt door verschillende politiediensten in Frankrijk en elders in Europa.
Door de hoge kwaliteit en precisie van de wapens van Manurhin geniet dit merk ook een hoog aanzien onder sportschutters.